# 추락한 백만장자
추락한 백만장자(Life Stinks)는 미국에서 제작된 멜 브룩스 감독의 1991년 코미디, 멜로/로맨스 영화이다. 멜 브룩스 등이 주연으로 출연하였고 멜 브룩스 등이 제작에 참여하였다.

## 출연

### 주연
- 멜 브룩스
- 레슬리 앤 워렌

### 조연
- 제프리 탬버
- 스투어트 팬킨
- 하워드 모리스
- 루디 드 루카
- 테디 윌슨
- 마이클 엔사인

## 제작진
- 협력프로듀서: 킴 쿠루마다
- 미술: 피터 S. 라킨
- 의상: 메리 멀린
- 배역: 빌 쉐파드
- 배역: 토드 달러

## 한국어 더빙 성우진(KBS, 1998년 12월 31일)
- 김병관 - 볼트 (멜 브룩스)
- 성병숙 - 몰리 (레슬리 앤 워렌)
- 안종국
- 김태연
- 탁원제
- 이재명
- 유해무
- 이봉준
- 유제상
- 강구한
- 문관일
- 서민이